# Indopoa
Indopoa Bor é um género botânico pertencente à família Poaceae.